# 反高中課綱微調運動
反高中課綱微調運動，或反黑箱課綱運動，是一場在2015年5月24日由全台部分高中學生發起反對國民黨史觀歷史課綱微調的學生及社會運動。

## 前因
2014年1月17日，教育部召開公聽會，公布普通高級中學歷史科課程綱要部分修正表。經周婉窈統計，臺灣史課綱：共2013字，被修改734字，比例達36.4%，至於中國史課綱，全部比例3.0%，但清代以前僅有0.7％。世界史課綱修改比例2.2%；扣掉中國文化則占2.7%。主要修正目標集中在臺灣歷史的部份 。
2014年1月23日，包括臺灣教師聯盟、公投盟等多個本土團體至中華民國教育部前抗議，要求中華民國教育部撤換身分特殊的課綱總召王曉波及課綱委員謝大寧，並再加開公聽會。民進黨則發表聲明，要求停止調整高中課綱。
2014年1月27日，約有兩百位民眾至教育部前提議。但12年國教課程審議會最後確定通過，國文及歷史、地理、公民共四科課綱的「微調」。修改部分包括將所有「中國」改為「中國大陸」、「荷西治台」改為「荷西入台」、日本統治時期增加「殖民」兩字等。
2014年1月29日，台南市市長賴清德宣布台南市拒用教育部的最新課綱。
2014年2月5日，民進黨中常會決議，民進黨執政的6個縣市（高雄市、臺南市、宜蘭縣、雲林縣、嘉義縣、屏東縣）將不會配合教育部這次片面黑箱通過的歷史課綱調整，杯葛教育部違背事實以大中國觀看世界，去臺灣化。
2014年2月6日，中華民國教育部部長蔣偉寧受訪時表示，課綱調整合憲、合法、合程序。課綱調整後，由教科書出版公司自行編輯教科書，由學校自行選擇，希望地方政府不要干涉學校自主選書權力。主任秘書王作台認為，調整課綱符合程序，主要目的在於去日本化，以及符合中華民國憲法。
2014年3月9日，政大台史所教授薛化元經電子郵件發起連署，在台南召開記者會，反對此次歷史課綱調整，發表共同聲明「我們反對違背學術專業的微調課綱」。此次聲明，共有139位歷史相關科系研究員與教授參與，總共包括中研院2位所長、30位研究員，以及大學歷史系8位系主任、6位臺灣史相關所長、系主任等加入，是臺灣第一次以歷史相關學者教授為主、連署最多的公開聲明。
2014年3月28日，中研院研究員張茂桂因為不滿中華民國教育部過份干預課綱修定工作以及教育部長蔣偉寧對太陽花學運的發言，宣布辭去十二年國教總綱研修委員。
2014年5月5日，史記文化事業出版社的歷史教科書出現「台獨運動會讓臺灣的社會陷入國家認同錯亂」等字眼，引發部分教師不滿且認為對於日本統治時代的臺灣帶有強烈偏見。史記文化的歷史教科書上又把在敘述中國史方面，以「我國」來闡述中國史，亦引發爭議。另外，史記文化事業代表人鄭旗生，則被新頭殼與網友人肉搜索出她有另一個身份是兩岸統合學會執行長，引發網友及台獨史觀詮釋者對去臺灣化及大中國思想復辟的質疑。

## 引發爭議的調整內容
部分引發爭議的課綱內容調整如下：

### 國文
| 爭議                                  | 訴求                     |
| ------------------------------------- | ------------------------ |
| 增加文言文的比例。                    | 減少文言文的比例。       |
| 將臺灣相關題材的比例從1/5減少到1/10。 | 增加臺灣相關題材的比例。 |

### 歷史
歷史課綱微調主要分為以下數個部分：
| 爭議                                                                                         | 訴求                                   |
| -------------------------------------------------------------------------------------------- | -------------------------------------- |
| 增加宋代與元代中國對澎湖經營的敘述。                                                         |                                        |
| 將鄭氏王朝更名為明鄭政權，以與南明相連結，並刪除其與國際互動的部分。                         | 改回鄭氏王朝，補回其與國際互動的部分。 |
| 將清朝更名為清廷，大幅增加並補充中法戰爭的內容，並強調清朝在臺建設。                         | 改回清朝。                             |
| 強調日本統治時代的臺灣與中國的互動，淡化日本政府與日商在臺灣的建設，而強調其壟斷與剝削部分。 | 補回日本政府與日商在臺灣的建設敘述。   |
| 強調是強迫成為慰安婦。                                                                       | 認為有部分慰安婦是自願的。             |
| 大幅刪減文化發展與環保方面的介紹，以光復取代接收，強調政府各項施政的正面成就。               | 改回接收，補回文化發展與環保方面的介紹 |

### 地理
「人口組成與人口成長」單元中出現「外籍新娘、菲傭、印傭」等爭議性稱呼，而非「新移民、移工」。

### 公民與社會
去除人權章節中二二八事件和白色恐怖的內容，增加強調中華傳統文化的內容。

## 抗爭背景

### 訴求
反黑箱課綱運動主要針對內容與程序兩方面之爭議，內容層面主要為中國化、去臺灣化、反民主自由思想等，而程序面則包含以非本科專業的人士擔任各科課綱委員、欠缺委員表決紀錄等，對於上述事項參與者提出3項訴求。
1. 撤回新課綱
2. 課綱多元、專業
3. 程序須公開透明

### 參與組織
透過當時在野黨有組織的串聯，該運動參與者以高中學生及教師為主，同時亦有多個民間團體與政黨響應。
- 學生：北區反課綱高校聯盟[16]、桃區高校聯盟[17]、中區反黑箱課綱學生聯盟[18]、南區反課綱微調學生聯盟[19]、東區反課綱違調行動聯盟
- 教師：公民教師行動聯盟[20]、歷史教師深根聯盟[21]、台中市教師職業工會、台灣原住民基層教師協會、台灣教師聯盟、全國高級中等學校教育產業工會、全國教師工會總聯合會、桃園縣教育產業工會
- 民間團體：小米穗原住民文化基金會、大地文教基金會、中華民國殘障者聯盟、公民監督國會聯盟、公民與法治教育基金會、台灣228關懷總會、台灣人權促進會、台灣小留學生家長協進會、台灣北社、台灣守護民主平台、台灣南社、台灣教授協會、台灣勞工陣線、台灣樹人會、台灣親子共學教育促進會、全國家長團體聯盟、社區大學全國促進會、台灣永社、高雄市公民監督公僕聯盟、島國前進、捍衛台灣文史青年組合、陳文成博士紀念基金會、華人民主文化協會、黑色島國青年陣線、臺左維新、澄社、賴和文教基金會、蠻野心足生態協會
- 政黨：綠黨、台灣團結聯盟、社會民主黨、時代力量、民主進步黨[22]

## 抗爭過程

### 前期準備
5月1日，台中一中「蘋果樹公社」針對黑箱課綱開了第一槍，5月1日在中一中創校百年校慶上高喊抗議口號，為全國第一間對高中課綱表達反對聲音的學校學生。
5月24日， 自由時報在當天頭版的第二個標題寫下「強推黑箱課綱  國教院逼書商作廢舊版書」。5月25日，新竹高中部分學生開始連署抵制黑箱課綱進入校園，在當日得到超過700份連署。
6月9日，教育部長吳思華來到台中一中舉行課綱座談，但部長以敷衍的方式進行回覆，引起學生不滿，在學生的抗議下離去。
6月10日，反黑箱課綱學生與支持群眾開始在教育部前抗議。6月14日，竹苗區以及桃園區反黑箱課綱學生對於教育部臨時取消課綱微調座談會表示嚴重不滿，於當日上午十點在新竹高中大門口召開記者會，掛起「思華翹課我難過，清山請假我痛心」之布條，譴責教育部失信的行為。
6月24日，有一名學生翻越教育部圍牆進入教育部丟擲油漆包，經教育部報警後到場處理，教育部保留告訴權，遂由環保局依廢棄物清理法裁處。

### 抗議行動開始
7月5日，「北區高職聯盟」、「北區反課綱高校聯盟」、「桃竹苗區高校聯盟」、「蘋果樹公社」等近50個學生團體，約1300人走上街頭，在國教署前怒吼「撤銷黑箱課綱，反對洗腦教育，杜絕黑箱程序，還我教育尊嚴」「教育不是遊戲，學生不是白癡」，隨後再撐著黑傘（諷刺黑箱）一起走到教育部，將「給部長的一封信」摺成紙飛機射入教育部，敬告吳思華部長，「7月10日最後底限，訴求未達，升級行動」。。北區反課綱高校聯盟總召朱震對外聲明，該場活動有和民進黨、台聯、綠黨等政黨合作，並表示因為學生力量不足、資源不夠，基本上只要願意幫助他們進行活動者，都樂於接受其幫助。
7月13日，反課綱學生團體聚集至國教署臺北辦公室抗議，學生推開國教署二樓鐵捲門，導致鐵門損壞，10名學生衝入5樓署長辦公室門口靜坐抗議。其他成員則在鐵門外與警方對峙，學生要求官員下來與學生溝通，但官員希望學生派代表上去協商。由於過程皆不公開，被學生拒絕。接著國教署高中職組副組長下來與學生溝通，但卻告知群眾他是國教署的副署長，並被認為敷衍學生，引起撻伐。
7月17日，21時30分，六名學生翻牆進入教育部中庭廣場，於建築物噴漆。教育部則對此行為表示遺憾。
7月22日，15時，反課綱學生再度號召包圍教育部。學生們用教科書、參考書、雜誌以及漫畫等書籍架起舞台，且在圍牆塗鴉寫下訴求，當天晚間以火點燃蠟燭祈福，且以肉身排出雨傘形狀，聲明要保護台灣未來，並在教育部前夜宿一晚。

### 佔領教育部
7月23日，早上7時，北區反課綱高校聯盟成員許冠澤，周子翔於教育部前展開預計25天的「徒步環島反課綱」活動。
晚間群眾不滿官員在4場座談會中對學生及民眾之提問，在23時許，反課綱學生與民眾等29人使用棉被和梯子翻牆越過拒馬蛇籠進入教育部，部分成員進入部長辦公室，喊口號抗議。中正一分局迅速前往了解情況。至隔日4時20分，警察出動霹靂小組支援，在教育部逮捕33人，其中學生24人、民眾6人、記者3人。這些民眾闖入教育部大樓，以呼喊口號的方式表達訴求，或使用桌椅擋住門口，警察破壞大門進入逮捕參與者與記者。
還有學生自備攝影器材拍攝抗議現場與現場維持秩序的替代役役男與警察，並上傳YouTube直播頻道。
7月24日，教育部部長吳思華緊急召開記者會譴責前日之佔領行動，並決定對包圍教育部的群眾提告。
7月25日，臺北市市長柯文哲認為這次是突發事件，沒有標準作業程序，未來會與警政署講好規則，制定處理大型集會遊行的標準程序。柯表示不會懲處中正一分局長張奇文，理由是他認為這次是政治案件，是兩極對抗的產物，並表示「這件事情非常清楚，是兩極鬥爭，張奇文先出來扛，所以我先把責任擋住」。
2015年7月26日，台大副校長陳良基對外發表看法，認為教育部不應該控告闖入辦公室的學生，引發新聞媒體關注。
7月28日，自稱是公民記者的新黨前議員李承龍，闖入陳良基辦公室，辦公室人員連絡警方到場處理。

### 林冠華自殺事件
7月30日8時40分林冠華燒炭自殺過世。林冠華早在6月和朋友聊起活不到20歲有輕生念頭，朋友尊重與相信林會自殺，但認為曾兩次自殺失敗的林冠華命很大，這次也一定不會有事。7月23日林冠華与反课纲群眾强行进入教育部，遭警方逮捕後飭回，很擔心自己因此遭到起訴。7月26日原本對於孩子關心課綱議題不做評論的父母，在校方至家庭關懷輔導後，情緒無法消化，更帶著對孩子未來的擔心，而忍不住大罵：「你有病就該吃藥！」「你以為你是誰啊？你有什麼資格站出來？你老幾啊？人家建中生衝進去，明年是台大法律系！你有什麼？」此讓他很受傷。7月28日反課綱成員質疑林冠華是警察的抓耙子並散發網路文章霸凌，林被排擠而心情低落。而林冠華的朋友眼看著已逼近林所謂的自殺之日期，最後大家達成共識，應該要讓家屬和警察知道狀況，這時新北市教育局長林騰蛟也在28日轉獲情資顯示林冠華30日可能自焚，因此前一天和教育部開會討論，通知警察局少年隊啟動保防系統、並在林冠華家住家附近所轄4個派出所監控，通知新北市高風險家庭中心、社會局社工，以及向林冠華父母提醒，並約好隨時利用手機回報消息，注意林冠華的動態。原以為防範十分嚴密，沒料到還是發生憾事；林騰蛟說，林冠華前一晚還跟家人外出吃宵夜，直到7月30日凌晨4時就寢、上午7時林母回報莊敬高職校長，表示都沒有任何異狀，直到8時40分，林母打不開兒子房門，才驚覺不對勁，趕緊找來警消人員破門，才發現林冠華已經烧炭自殺過世。當晚群眾聚集於教育部外悼念林冠華，22時許，部分群眾轉往立法院並佔領正門廣場，同時提出「立法院立即召開臨時會」、「立法委員連署廢除課綱」、「教育部部長吳思華下臺」等數項要求。林父透露林冠華國中開始就有情緒障礙長期就醫，也曾兩度輕生，並預言自己會在20歲結束生命，兒子輕生與反課綱爭議無必然關係不要做過多聯想。林母則感謝學校與社會、教育部門對他們的支持，希望小朋友學到的是一個尊重社會多數的民主素養，理性和平的發表看法，兒子自殺與反課綱只是時間上的平行，媒體不要去扭曲事實藉機炒作。據《中時電子報》報導，林冠華曾长期接受忧郁症咨商治疗，但在自杀前几个月中断。他的男朋友在他去世后曾参加悼念，憶及當時說：「我有嘗試問過他為什麼痛苦，跟他說我們可以一起面對，還有很多日子可以一起度過，不用走上這麼極端的路，他只回我『很複雜』。我相信他的死不會百分之百跟學運有關，每個人的決定都不只有一個因素而已」。

#### 各界反應
- 導演戴立忍將臉書大頭貼換成一片黑的圖檔，並寫上「大悲無言」四字。[51]
- 主持人鄭弘儀於臉書上發文表示「哭得不能自已」，並譴責教育部。[52]
- 主持人于美人於臉書上發文表示沉痛之情。[53]
- 總統馬英九當日表示，聽到這消息覺得非常沉痛，並希望教育部盡快和高中生面對面溝通，才能解決問題。[54]
- 行政院院長毛治國表示，他得知此事感到相當悲痛，已指示教育部全力協助家屬料理林同學後事，也呼籲各界務必保持冷靜，千萬不要再給林同學的家人壓力。[55]
- 教育部部長吳思華於林冠華自殺當日下午探視林家家屬，並直接在林家的大樓中召開記者會。期間表示「我們大家雖然都很努力，但不能阻止這事發生，心中充滿愧疚。」記者會結束後，吳思華被反課綱聯盟的高中生包圍，學生大喊「我已經反課綱反三個月了，為什麼我現在才看到你？」，過程中吳的座車被學生包圍，高中生一方直到警方驅離才散去。[56][57]吳思華下午在教育部受訪時表示對於課綱引發的爭議，會負完全責任，做適當表達，但並沒有做到。[58]
- 立法院院長王金平表示朝野沒共識前，課綱應先暫緩，認為教育部是根據《高級中學法》授與的行政命令擬定課綱，但因「12年國教」，行政院已送文來要求廢止這個法令，立院也已通過《高級中等教育法》，兩法對課綱定義有矛盾，新法規定課綱編審小組要送立院，但無根據新法，卻根據舊法，確實有爭議。[59]
- 國民黨青年團表示，民進黨操縱學生以謀己利，造成今日的悲劇，對此譴責，並要求蔡英文道歉。國民黨文傳會主委林奕華掛名發的新聞稿表示，因政治勢力的介入模糊了課綱微調議題，民進黨主席蔡英文等人煽動悲劇的發生。[60][61]
- 民進黨總統參選人蔡英文表示「年輕學生們有自己的想法，對未來有不一樣情境，所以這次他們站出來，要求在課綱調整上符合程序，能夠有所改變，可是我們的執政者都不願積極正面回應，讓人感到非常失望，年輕學生因此結束自己的生命。」讓她非常難過。[62]
- 民進黨發言人王閔生表示，現在國民黨傾一黨之力，一整個早上，從總統參選人到黨發言人，不斷推卸責任、扭曲事實，將自發性參與反課綱微調運動的學生抹黑為政黨工具，並持續誣指本黨及蔡英文主席煽動學生抗爭。這種行徑不僅毫無對逝者家屬與友人的關心，更顯現出急於操作意識型態以獲取政治目的的偏差心態。[63]

### 再次談判
7月31日，凌晨1時，因教育部部長吳思華未於時限內下臺，教育部前群眾翻越拒馬再次佔領教育部正門廣場，但並未進入建築物內。
7月31日，13時30分，吳思華前往部前廣場試圖與學生對話，但因未正面回覆學生訴求而不被接受。
8月3日，下午2時，教育部長吳思華與反課綱學生代表進行會談。最後雙方在沒有共識的情況下，反課綱學生代表離去，哭喊對不起死去的林冠華。

#### 駭客攻擊事件
2015年7月31日，駭客組織「匿名者」亞洲支部（Anonymous Asia）在臉書上發表支持反課綱運動。在當日深夜至隔日早上，對總統府及教育部網站發動阻斷式攻擊。調查局根據連線記錄及使用者IP位址分析，結果發現當時癱瘓教育部網站的竟是一名楊姓高中中輟學生，楊男到案坦承犯案，稱只是聲援反課綱行動，想惡搞一下，已經知道犯錯。檢察官認為楊男侵害的法益並不嚴重，並非癱瘓救災體系或金融機關網站，訊後將他請回。

### 退場
8月4日，反課綱學生代表於早上10時召開記者會，表示課綱暫緩即願意討論撤離。
8月6日，反課綱學生撤離教育部，隔日由黑色島國青年陣線請他們到台北市中央市場熱炒店慶祝功成身退並拍照留念，網友誤批該日是林冠華的頭七，是生死與歡宴的格外諷刺。

## 爭議事件

### 公民課本介紹國民黨內容
社運人士台獨機關槍及民進黨台北市議員高嘉瑜質疑公民課本裡描述「中國國民黨從過去到現在，經常是中華民國的執政黨，其政黨體制的健全、民主、清廉與執政能力，關係著2300萬人民的幸福」，是替國民黨宣傳，但是此內容並非課綱微調後的內容，新課綱已經將其修改。

### 慰安婦自願事件
反課綱學生林致宇認為慰安婦不該被淪為被迫，提出慰安婦一定是被迫的嗎？就像性工作者，有可能為了經濟等因素而下海，「你把性工作者看得非常卑賤！」。北區反課綱聯盟總召朱震在臉書表示參考書說慰安婦的4大益處包括防止日本軍人的強姦事件、防止性病蔓延、提供慰安服務、防止間諜。

### 陳良基辦公室遭闖入
台大副校長陳良基於2015年7月26日表示，對於教育部控告學生的做法，他認為不恰當，而教育部讓警方逮捕記者則是非常可惡，嚴重侵害新聞自由，暴力也不應施加在記者身上。但這番言論引起不少批評，認為他用言論自由包裝來縱容暴力，甚至反問他是否允許其他人闖進其辦公室。
7月27日，新黨前台北市議員李承龍自稱是民間網路新聞電視台記者，闖進陳良基辦公室要求採訪，聽到辦公室秘書說陳良基不在，且今日行程滿檔，更說要夜宿辦公室等他，直到校警到場，才願意離開。陳良基事後透過校方發表聲明指出，他並非鼓勵學生犯法，學生犯錯當然應該被處分，但應是交由校規處理在先，不得已才動用司法作後續處分，對於學生還是要以教育輔導、引導的角色為主，記者若正參與或帶頭做違法的事情，理當依現行犯逮捕，由警方處置，但記者若正在報導現行犯現場的案件，就是執行為大眾傳遞真相的職責，理當被尊重。至於有人闖入其辦公室，陳良基表示，他有聽秘書說起，若有人未經同意闖入，就應該按照法律來，如果犯法就是犯法，應該要報警處理；但陳良基也坦言，當時接受媒體採訪純粹是閒聊，體恤記者辛勞，因此話說的比較重，未思量到發言可能會被裁掉前後文或被部分截取，校長楊泮池也知道此事，表示能體諒，而自己往後發言也會更加謹慎。

### 林佳龍口誤事件
2015年8月3日，隨著反課綱風潮愈演愈烈，台中市長林佳龍在市政會議中，談到反課綱議題及抗議學生時，呼籲政府官員應用同理心、平等心與學生溝通，而非以教訓方式對待，原本要說，大人不太關心這些孩子，都把這些孩子當「屁孩」，卻不小心講成「屁眼」，引起現場媒體錯愕。
對此，台中市市議員張廖乃綸批評，她身為人母，如有一顆尊重小孩的心，不要說「屁眼」了，「屁孩」都不會說出口，就算屁眼是口誤，講屁孩也是對孩子不尊重，林佳龍不該隨便亂講話後，再來以失言為自己辯護；台中市議員張瀞分也表示，林佳龍身為一市之長，動見觀瞻，言行舉止都該謹慎，但他可能還沒改掉當立委的習慣，批評多於建樹，當了半年市長仍無法轉換角色，以致脫口說出「屁眼」這種話，她抨擊，「要講人話，不要帶壞小孩！」

### 警察違反新聞自由爭議
中正一分局局長張奇文在現場下令逮捕記者引發新聞自由爭議，事後台北市警局局長邱豐光表示當時無法介入影響。台北地檢署否認張奇文宣稱逮捕記者是依據檢察官的指示的說法。現場三名記者則稱曾數度表明其身分，但中正一分局局長張奇文卻未依照台北市警局的標準作業程序申請新聞聯絡官到，並在事後稱當時不知記者身分，至最終下令限制記者行動與對外通話、干擾記者採訪、沒收記者器具、以及逮捕記者。三名跟著進入教育部的記者被逮捕後堅持不交保，當天晚上北檢因無證據供起訴記者，被迫無保請回三人，但是卻堅持限制三位記者住居而無任何合理理由。逮捕闖入者的細節處理以及逮捕之合法與否引起臺灣輿論普遍質疑。而帶隊的警官張奇文在1989年迫害民主運動家鄭南榕的往事更被媒體大量披露，其在驅離現場的不當發言錄音及紀錄亦在網路上廣泛流傳。
邱豐光27日表示，當天凌晨知悉有媒體記者被逮捕後，曾打電話給張奇文進行了解，指示要妥善且審慎地處理，最後，市警局還是尊重現場最高指揮官張奇文的決定。北檢29日表示，當天經警方確認教育部要對闖入者提告，檢方才指示警方「照程序依法處理」、「未指示該抓誰或是不抓誰」，全由現場警方人員自行判斷。
自由時報報導，根據《苦勞網》記者宋小海提供的錄音檔，事發約半小時後，即凌晨十二點一分及三分，張奇文即已下達指令：「守住，對記者先管束」、「也沒有人同意他進來採訪，先管束，東西先管束」，亦即他明知是記者，仍執意堅持先管束記者，並不讓記者向媒體回報聯絡。

### 民進黨提供反課綱學生運動雨傘
7月5日，1300多名高中生走上街頭，撐起黑傘反對黑箱課綱微調，但有人指控這場活動背後有民進黨提供資源。北區反課綱高校聯盟總召朱震亦坦承，該場活動確實有和民進黨、台聯等政黨合作，並表示因為學生力量不足、資源不夠，所以他們使用綠黨的辦公室開會，路權從台聯借來，活動對講機是向民進黨借，抗議當天也有請社民黨的立委參選人苗博雅在舞台旁向大家致意。不過朱震強調，並非只接受某一方面或特定立場的挹注，基本上只要願意幫助他們進行活動者，都樂於接受其幫助。而提出指控的臉書社團則認為，帶頭者應誠實地說清楚，否則對參與者很不公平。
民進黨發言人鄭運鵬亦承認有這回事。
另外，林冠華自殺後，他母親在臉書表示：「請不要再說孩子們被政黨操作，冠華把我給的零用錢都拿去反課綱文書影印用，他經常只吃一餐，我誤以為他亂花錢。他們就是沒有政黨支持，他們才如此孤立無援，聲音不被聽到。這群純真的孩子，請真心聽聽他們的聲音。」

### 劉墉文章被竄改
課綱爭議持續延燒，社群網站上不少粉絲團和網友紛紛轉傳一張圖，署名劉墉，內容談「孩子的責任」，文末強調若沒擔起自己的責任，就不要伸手要自由。但劉墉之子劉軒表示，圖中文字並非父親所寫，盼轉傳錯誤圖片的網友撤文，「張冠李戴的誤會可能無意，但也可能有意。」對此游梓翔表示，雖改動不可取，但大部份文字確實是出自劉墉的書中內容。劉軒在8，月7日時在臉書上補充表示：「我父親的確有在幾篇不同的文章中提過類似的道理。只怪我家裡剛好沒有那本，在第一時間沒有查到。無論如何，雖然文字大致相同，但外加任何一句，就不能說這是出自原作者之筆。尤其網路上還有流傳「手寫版」，不但把我父親的文字竄改，還貼上他的照片和簽名。這已經算是偽造文書了，但因為是網路世界所以無從追究。對自己父親的作品不夠熟悉，我應該檢討。但對於斷章取義、竄改原文、未經原作者許可就貼上照片和簽名，再有意或無意對應時局散播，然後使原作者無意間成為爭議和批判的對象，這乃是整個社會要檢討的！」

### 裁切握手照片抹黑
蔡正元裁圖控反課綱學生會見吳思華時拒絕握手、沒有禮貌，但也被指出該圖與原始照片的握手對象不符，照片中的梁姓女學生並無拒絕部長握手，引發外界撻伐，釋昭慧法師也指責蔡正元。

### 反反課綱
白色正義社會聯盟在2015年8月14日的民主進步黨中央黨部前舉辦名為「學生可以退場，但歷史不能遺忘」的「反反課綱」晚會，參加晚會人數僅僅不到50人。

### 監委視察教育部 獨漏課綱爭議
2015年12月2日，監察院派11人到教育部進行年度視察，大動作檢視施政得失，卻獨漏課綱爭議，無視教育部今年強行實施101微調課綱後，所引發的高中生覺醒反彈。自五月到八月期間，學生上街遊行，到國教署抗議，不惜闖入部長室與警方發生衝突，更有學生因而死諫只為求暫緩實施，乃至730佔領教育部這等的重大事件紛擾數月，造成社會動盪。但在監察委員眼中好像不是什麼大事，有如過往雲煙般，皆未向教育部提及。

### 中國人民解放軍少將主導涉入爭議
據「中華奉元學會第二十八期電子報」指出，中國人民解放軍總政治部聯絡部副部長『辛旗』少將，在2016年3月26日的會談上承認，就是他透過前國安會秘書長蘇起與世新大學中文系教授王曉波（中國統一聯盟副主席）兩人，在2008年向當時剛當選的總統馬英九「傳達」應更改台灣教科書，以扭轉台灣人天然獨的傾向，追求中國統一。後來馬英九政府遂於2013年成立課綱檢核小組推動課綱微調引發爭議。

### 泛藍網友VidocqLee投稿CNN社論事件
2015年8月2日，泛藍網友VidocqLee在CNN iReport投書，一篇名為《高中生背後的權力遊戲》（The power game behind high school students）的文章，內容稱「蔡英文父親是為日本軍隊保養器材的商人，她的家族被認為是『忠誠的日本人』」，「若課綱微調暫緩，台灣將是第一個宣稱慰安婦是自願的國家，而非被迫」，後來該社論引來了批評聲浪。

## 各界的反應

### 媒體人的反應
- 媒體人周玉蔻表示柯文哲用「缺少SOP」來支持一個逾越比例原則逮捕學生、非法干涉新聞自由的分局長，理由牽強[99][100]。又強烈懷疑教育部當局故意不嚴密防護，設陷阱引誘反課綱的學生們衝進部長室[101]。
- 自由時報記者黃明裕表示，「戒嚴力張牙舞爪的時代，靠張奇文這樣的人推遲了一整個時代的前進思潮，延緩民主洪水的抵達，使得臺灣的主體性、國族性的國家意識遭遇糾葛。」「新聞記者就是站在這種張奇文對立面的，就是挺立在台北市警局對面的。不會自事件現場脫離，也不會在「抓起來」的大嗓門聲下竄逃，他們不是勇者，只是報導者[102]。」

### 律師界的反應
- 律師柯林宏表示，記者已先向員警出示記者證，表明正在採訪，張奇文卻下令依現行犯逮捕，甚至不讓記者對外聯繫，限制其人身自由，已觸犯濫行拘禁罪及強制罪。民間司改會執行長、律師高榮志認為，無論是刑事、民事或行政責任，後續應追究並建立溝通管道，這是法治國家最基本的要求[103]。
- 律師詹順貴表示，警方「先抓人、後找證據」做法可議，已蠻橫侵害新聞自由。記者既已出示證件、表明身分，北市警方仍扣留手機、限制行動自由，恐已涉及強制罪嫌[86]。
- 律師林振煌表示，當天分局警力將學生拉出大廳後，原本還協調要設置採訪區給記者採訪，過了十五分鐘卻突然風雲變色，記者、學生全被逮捕，這顯然是「請示」過高層做出的決定，至於高層到底是邱豐光或其他人？應該說清楚。
- 律師高涌誠表示，警方任意逮捕記者嚴重戕害新聞自由，邱豐光說無法介入，這種說法不僅不合理，簡直是離譜，只會打太極拳，邱身為張奇文上級，第一時間就該掌握情況，即使真的不知情，事後也該及時更正張奇文的決策，如今不應再卸責，應負起行政責任。記者採訪是天職，也是業務需要，符合阻卻違法事由，「不然每個醫生幫病人開刀都犯了傷害罪，警察難道把每個醫生都抓起來移送嗎？」邱豐光身為警察局長卻沒有這種認知，令人遺憾[104]。

### 政治人物的觀點
- 鄭南榕基金會董事長鄭清華提出批評[105]。
- 台灣之聲電台主持人許榮棋對張奇文提起誣告與強制罪訴訟[103]。
- 時代力量立委參選人黃國昌在26日播出的電視節目上表示，他很驚訝，一向重視程序正義、什麼事情都喜歡有SOP的柯市長，怎麼連最基本的行政調查程序都還沒有啟動，自己就決定不要懲處局長？柯如果沒有魄力在第一時間判斷這是不對的、做出懲處，至少內部的行政調查程序要展開，遺憾的是，這不是柯今天面對事情的態度。[106]
- 台灣團結聯盟主席黃昆輝26日表示，警察嚴重執法過當，憲法保障人民人身自由以及媒體新聞自由，呼籲徹查並懲處執法過當的警察。同一天台聯秘書長林志嘉表示，民主國家的新聞自由不容踐踏，警方違法逮捕採訪的媒體，已踩到紅線，台聯支持被捕學生及記者，將向當天逮人的警察提告[107]。
- 台聯黨籍立委周倪安27日向台北地檢署提告，指控吳思華涉廢弛職務釀成抗爭災害的瀆職罪、誣告罪，指控張奇文下令逮捕記者，涉犯濫權逮捕、妨害自由及強制等罪；指控警政署長陳國恩、台北市警察局長邱豐光訓練警察濫權逮捕人民，涉瀆職等罪，並批評吳思華讓臺灣倒退回「警察國家」的戒嚴狀態[108]。
- 沈富雄表示：「本質：反課綱運動是年青一代的臺灣獨立運動，不是社運，不是公民不服從運動，更不宜淪為法治問題來討論。屬性：課綱為議題，反課綱是戰場。延續性：是太陽花反服貿運動的延續。意義：這是民進黨這幾年在校園將台獨往下紮根的成果驗收，也藉此再度突顯國民黨面對統獨問題的進退失據。學生的角色：戰術上是前鋒，戰略上是側翼。民進黨的角色：精神上聲氣相求，物質上零星支援，但為了明年勝選考量，角色拿揑格外謹慎，不迴避但不強出頭。執法單位的角色：宣揚及推動台獨有百分百自由，因此執法單位只要事先獲悉有此類群眾運動就應把官署保護得有如銅牆鐵壁、固若金湯，這是你們唯一的防線。一旦失守，逮捕、反銬、控告都算失分。年輕人已經達到目的，任何懲罰都是日後把玩的勳章。」[109]
- 中國國民黨籍立法委員丁守中31日在臉書表示年輕學生身為受教者，怎麼可以決定課綱。並舉例其在大學時期正值行政院長蔣經國推動十大建設，暑假時年輕學生皆投入十大建設工程營隊，既能實質參與國家建設，又能練得一身肌肉，又能打工賺錢，大家都樂此不疲並引以為豪。反思反課綱運動過於政治化，甚至有政黨在背後操作，動輒攻佔官署，挑戰公權力，長此以往並非國家社會之福。其又表示因近年政黨惡鬥的緣故，使得經濟事務處處受到箝制，已讓台灣喪失競爭力。[110]

### 學界的反應
- 2015年7月26日，臺灣大學副校長陳良基表示，教育部指揮警方逮捕記者「非常可惡」，嚴重戕害新聞自由，社會應群起攻之[111]。
- 2015年7月26日，台大物理系教授林敏聰表示，採訪單位愈是不想邀請記者出席的場合，往往愈是需要記者報導與監督，警方怎可阻止第四權的行使？如果相關單位不願被採訪，是不是意味著新聞就出不來？[112]。
- 2015年7月26日，海洋大學法律研究所前所長陳荔彤教授指出，如記者被捕時已向警方表明身分，還遭逮捕移送，可向警分局長提告「強制罪」及「濫行拘禁罪」，不過陳荔彤坦言「在臺灣官官相護，成立可能性不高」，如本案發生在美國，公權力受到高度節制，可能成立[103]。
- 中國大陸流亡來臺異議人士，同時也是2016年中華民國立法委員參選人吾爾開希在2015年7月30日下午5點27分在自己的臉書專頁上發表一則貼文，聲稱：“我痛恨這個現象：每次年輕人站出來，馬上被指責是被利用，彷彿年輕人並沒有基本思維的能力。八九年如此，野百合如此，太陽花如此，反課綱依舊如此。歷史的規律很清楚，指責學生是被利用的聲音無一例外就是保守甚至是反對勢力。國民黨要站在年輕人的對立面，就是站在臺灣未來的對立面。”。
- 2015年8月2日，中原、大同、文化、實踐、中國科大等五所大學學校校長，針對高中生課綱運動發表聯合聲明，表達支持教育部提出的「新舊課綱並行」作法，對學生因為對課綱的不同意見，就入侵教育部及造成人倫爭議感到遺憾，雖肯定學生參與運動的熱情，但譴責違法脫序行為，呼籲反黑箱課綱學生守法和平解決。[113]
- 反課綱學生林致宇曾於受訪時表示慰安婦就是性工作者，非全部是被迫的，王曉波對於學生林致宇認為慰安婦是自願的駁斥，「慰安婦沒有自由，是被迫的，性工作者可以做，可以不做，有自由選擇。」[11]
- 2015年8月4日，李敖在微博針對此事發表評論，他批評國民黨的處理方式裹足不前，接著再批判學生運動大開倒車，「娃娃們都瘋了！」[114]

## 結果
2015年7月31日，教育部決定由各校自行選擇新舊課綱。在新課綱尚未廢除之狀況下，各縣市首長已自行決定是否適用新課綱。基隆市、宜蘭縣、桃園市、新竹市、台中市、彰化縣、雲林縣、嘉義縣市、台南市、屏東縣、澎湖縣等縣市皆決定延用舊課綱；台北市、新北市、新竹縣、苗栗縣、高雄市、台東縣、金門縣、連江縣則新舊並行，即各校自行抉擇；花蓮縣表示目前不確定，僅南投縣單獨使用最新微調課綱。 
2015年7月31日，國教署長吳清山表示，依法地方政府縣市首長或教育局處長不能統一指定版本，要選新版或舊版教科書，選書權在於老師。

## 廢止微調課綱
2016年4月29日，立法院院會以71比15票表決通過民進黨立委鄭麗君的提案，要求教育部撤回高中國文、社會科微調課綱。 該提案指出，新課綱訂定過程充滿爭議，草率通過、違程序正義，內容也充滿文化霸權論述，違台灣多元民主社會共識，也意圖為威權統治卸責。
2016年5月21日新政府上任後第二天，教育部長潘文忠宣佈，教育部尊重立院決議，將以行政命令廢止103年通過的課綱微調。103年高中國文與社會科微調課綱廢止後，若學校已經進入105學年上學期教科書選書程序，教育部仍尊重學校選書權，學校仍可使用新版本的教科書；但105學年下學期之後，107年課綱的過渡時期，則仍使用101年課綱版本。
2016年5月31日，正式廢止103年高中社會及國文課微調課綱。

## 外部連結
- 北區反課綱高校聯盟的Facebook專頁
- 武陵高中-昂首闊步反洗腦課綱的Facebook專頁
- 反黑箱課綱-中和高中站出來的Facebook專頁
- 反黑箱課綱-高雄新莊高中的Facebook專頁